# Varin Doron
Guerre de Bourgogne
Batailles
Bataille_de_Grandson 
Bataille de Nancy
Varin Doron est un marchand de Bruyères, connu pour avoir aidé le duc de Lorraine René II dans la guerre qu’il livra avec le duc de Bourgogne Charles le Téméraire.

## Contexte historique

### Un conflit européen
Le récit historique de Varin Doron est lié à l’Alsace, à la Bourgogne et aux Confédérés suisses. 

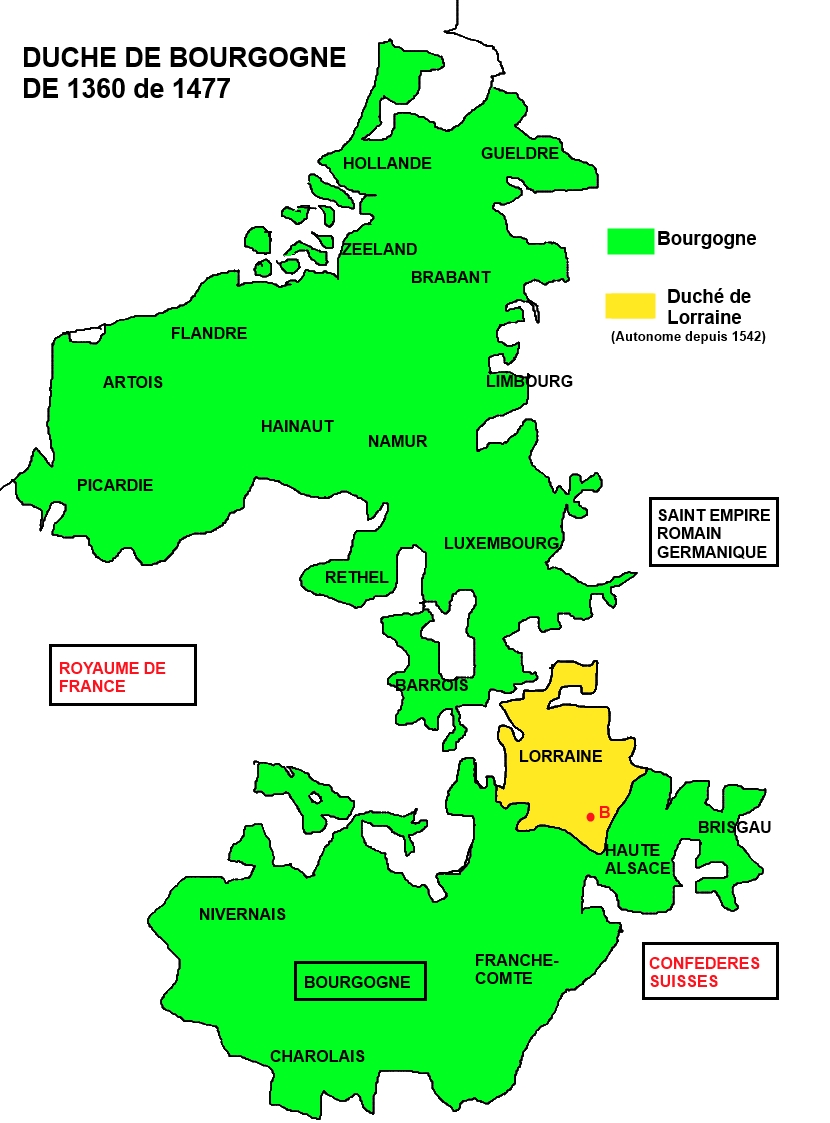
Carte des terres du duché de Bourgogne avant la bataille de Nancy 1477.

De 1363 à 1477, le duché de Bourgogne s’est étendu de manière rapide et conséquente par le truchement de successions, d’héritages, de mariages ou de guerres de conquête. Les ducs de Bourgogne sont à la fois vassaux des rois de France et du Saint-Empire romain germanique. Suzeraine des Flandres et du Brabant (actuelle Belgique), centres névralgiques du commerce et de l’économie aux XVe et XVIe siècles, la cour de Bourgogne est l’une des plus puissantes d’Europe.
Les ducs sont engagés dans tous les grands conflits impliquant les grands monarques européens. Ils prennent souvent le parti des opposants au roi de France. En 1435, au traité d’Arras, le duc parvient à se libérer de la suzeraineté du roi de France. Le duché se développe comme un état indépendant fort accumulant les conquêtes et les agrandissements de son territoire. L’empereur germanique Sigismond d'Autriche de Habsbourg lui donne également en gage ses possessions en Haute-Alsace (dite Autriche antérieure) pour le convaincre de l’aider à vaincre les Suisses de la Confédération des VIII cantons en rébellion contre lui pour obtenir leur séparation définitive du Saint-Empire.
Pour lui accorder le titre de roi de Bourgogne, l’empereur exige que son fils et successeur épouse Marie de Bourgogne, fille de Charles le Téméraire. En 1474, toujours victorieux dans ses batailles, Charles accepte le mariage de sa fille avec l’héritier de l’empereur. 
L’année suivante, Charles envahit et occupe le duché de Lorraine. La raison est simple : il veut constituer une continuité territoriale entre ses terres héréditaires au sud et ses dernières acquisitions (Hollande, Flandres, Brabant, Luxembourg) au nord de la Lorraine (cf. carte ci-contre jaune dans le vert). Charles rêve de récréer le puissant royaume de Lotharingie du Haut Moyen Âge. 
Ce projet provoque l’entrée des Confédérés suisses dans la guerre. Les Suisses gagnent défont les armées de Charles à Grandson et Morat. Ils soutiennent donc le duc lorrain injustement agressé par leur ennemi commun. Charles meurt à la bataille de Nancy en 1477. Sa fille épouse, comme prévu, Maximilien d’Autriche. La bataille de Guinegatte scelle en 1479 la victoire de l’empereur Maximilien dans la guerre de succession de Bourgogne. La France et l’Empire se partagent dès lors les possessions bourguignonnes avec un net avantage pour l’empereur : l’Autriche s'approprie l'ensemble des possessions bourguignonnes à l'exception de la Picardie et de la Bourgogne occidentale qui échoient à la France. Les fondations d'un conflit pluriséculaire entre les deux puissances européennes se mettent ainsi en place.

### La contribution de Varin Doron à la libération de cités vosgiennes

Blason des gentilshommes de Laveline.

Proche de la Bourgogne-Comté, le sud des Vosges est rapidement envahi. En 1475, les Bourguignons prennent Bruyères (point rouge avec « B » sur la carte ci-contre) mais ils en sont délogés en 1476 grâce à l’initiative d'un laboureur-marchand  : Varin Doron. Mais d'autres sources le nomment « laboureur » ou « paysan ». René II, pour récompenser les habitants de Laveline qui ont joué un rôle décisif dans la reconquête de Bruyères, les fait tous gentilshommes, titre héréditaire, pour eux et pour toute leur descendance, hommes et femmes.
Quant à Varin Doron, on devine dans le récit de son histoire que le duc lui a demandé de quelle manière il pouvait bien le récompenser : Doron a surpris le souverain par son vœu à ses yeux bien trop modeste. Bruyères étant chef-lieu de prévôté, puis de bailliage, Doron souhaite qu'on lui attribue l'office de sergent de manière héréditaire pour les prévôtés de Bruyères et d'Arches. Ce sera effectivement le cas jusqu'en 1663 ; puis, par l'époux de Barbe Doron, à qui l'on permit de porter le nom de Doron, les Mion-Doron ont joui de la même charge héréditaire jusqu'en 1751.
L'office de sergent n'étant pas anoblissante, il est improbable qu'il ait eu un blason. Il n'apparaît pas dans les armoriaux et nobiliaires les plus utilisés en Lorraine,, ni dans les ouvrages listant les anoblissements. Ceci est corroboré par la conclusion du récit ci-dessous où le narrateur insiste sur l'abnégation de Varin Doron en faisant la morale aux gens de meilleure naissance qui pour la même "entreprise" eussent réclamé à la fois un titre de noblesse et la rente qui lui est attachée. 

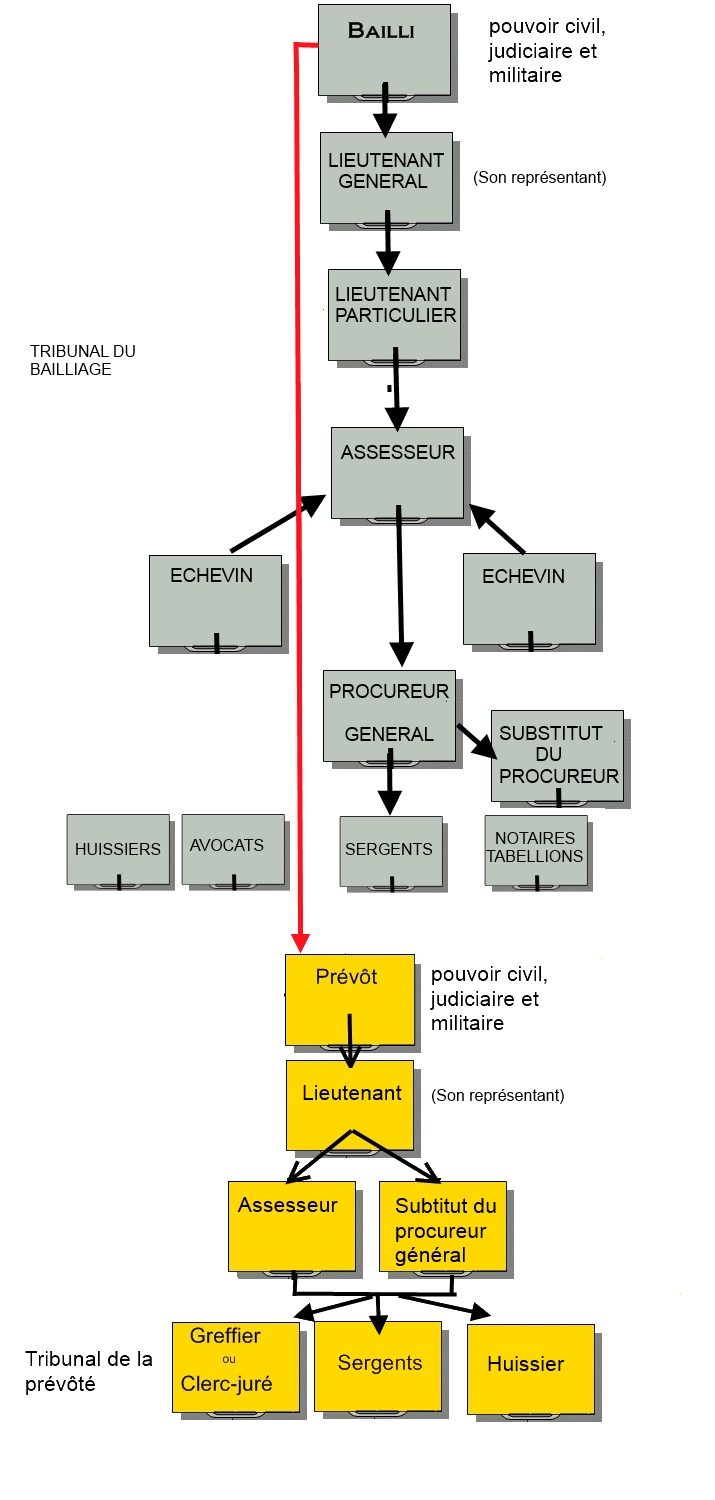
Hiérarchie des offices du duché de Lorraine

Le texte dit "se contenter" car l'office de sergent est l'un des grades les plus bas de l'administration judiciaire dans la hiérarchie (voir arborescence ci-contre). Varin Doron a peut-être réalisé que son éducation ne lui permettait pas d'occuper un office plus élevé comme celui de prévôt, voire de lieutenant.

## Forces lorraines: les lansquenets
Le duc René II  de Lorraine en exil à Strasbourg, ville libre impériale, utilise des mercenaires allemands, des lansquenets, pour répondre à la demande de Varin Doron. Leur âge d’or sera au XVIe siècle, ils sont à la solde de tous les princes et rois d’Europe. Leur mission achevée, ils peuvent rejoindre le camp adverse pour en entamer une autre ; l’essentiel étant de percevoir une solde. À défaut, pillage et autres exactions leur permettent de se payer eux-mêmes.
C’eût pu être le cas pour la campagne lorraine. On lit en effet dans le nobiliaire et armorial général de Lorraine de Pelletier que les troupes allemandes engagées par le duc lorrain étaient sur le point de "se débander" ; troupes au demeurant qui n'étaient pas mobilisées pour libérer Bruyères mais bien pour préparer la décisive bataille de Nancy. 
Le 30 décembre 1476, le duc se rendant au secours de Nancy assiégé prit logis à Raon-l'Étape. Un certain Jean Bagadou de Saint-Léonard, dans les terres du Chapitre de Saint-Dié, lui offrit deux cent soixante-dix florins d'or pour payer ses lansquenets. Par ailleurs, plusieurs dames de Raon engagèrent leurs bijoux pour compléter la somme dont le duc avait besoin. Jean Bagadou dit Cachet fut anobli sous le titre honorifique de seigneur de Saint-Léonard. De ce petit anoblissement naîtront plusieurs branches de Cachet qui augmenteront leurs degrés de noblesse grâce aux offices obtenus et aux mariages convenus avec des filles d’autres familles nobles.  
Étant de langue allemande, les lansquenets possèdent un interprète à demeure avec eux dès qu’ils quittent les terres germanophones. Ils fonctionnent en complète autonomie et disposent de leurs propres magistrats, leur intendance, leur aumônier. Épouses comme prostituées suivent en outre la colonne. 
Le duc envoie 120 lansquenets. Le capitaine Harnaxaire ne vient donc pas avec toute sa compagnie. Le renfort représente 12 « escouades » ou « sections » (en allemand « rotten ») de 8 à 10 hommes conduites chacune par un maître de section, le rottmeister dont l'équivalent contemporain se situerait entre le grade de caporal-chef et de sergent.
Les lansquenets sont organisés tels que ci-dessous : 
- un régiment dirigé par un colonel ;
  - dix compagnies dirigées respectivement par un capitaine ;
    - quarante sections dirigées par un chef  de section.

Une compagnie (en allemand « fähnlein ») compte environ 400 à 500 hommes, soit 40 escouades ou sections. Le capitaine est responsable d’une compagnie. 
Il a à ses côtés :
- son lieutenant,
- son porte-drapeau,
- son adjudant,
- deux sergents,
- un greffier ou clerc,
- un aumônier (souvent protestant),
- un fourrier (sous-officier de l’intendance),
- un guide (rôle de l’éclaireur et du guide pour la route à prendre).

## Description des faits en 1605
Melchior Bernard, imprimeur de Monseigneur le Duc de Lorraine intègre le récit de l' entreprise faite sur les Bourguignons tenant garnison au Château de Bruyères, de l’avis et sous la conduite d’un habitant du lieu' dans un ouvrage de 1605, dédié aux événements majeurs de l'histoire lorraine entre 1473 et 1508.  

### Origine du texte
En réalité, quel que soit l'ouvrage de référence que l'on prend, on reconnaît le même texte reproduit ci-dessous ,. Le texte qui semble avoir servi de source d'origine est celui de Amelot de la Houssaie, Histoire du règne de René, Duc de Lorraine, à l’an 1476. , mémoires, tome II. Les dictionnaires et ouvrages reprennent ce texte quasi mot pour mot. 
Cette anecdote est reprise encore une fois et passée à la postérité par Dom Calmet qui la relate dans son ouvrage le plus connu, Histoire de la Lorraine ou en 1877 dans un opuscule d'une soixantaine de pages, intitulé "Varin Doron, de Bruyeres, et les gentilshommes de Laveline". 
Le récit de la prouesse de Varin Doron en langue du XVIIe siècle est globalement compréhensible à tous Le texte permet de percevoir la langue écrite de l'époque avec les traces visibles de lotharingismes.

### Récit
« Ne soit dit ici passer sous silence une entreprinse (à la vérité mémorable et digne d’y trouver son lieu) d’un habitant de Bruyeres nommé Doron, homme autrement grossier et lourd d’esprit, pour avoir esté nourry toute sa vie au train du labourage : lequel ayant remarqué que celuy qui commandoit au Chasteau, venoit tous les jours avec les principaux de sa garnison ouyr Messe, en une Chappelle, qui estoit au devant de sa maison : et qu’à ce moyen ils estoient tous en belle prise, à qui leur voudroit courir sus à l’improveu : partit une nuict de chez luy, sous pretexte de quelques siennes negoces : vient trouver en diligence le Duc René, qui estoit lors de sejour à Strasbourg : et l’abordant luy dict d’une grande hardiesse (comme la rusticité ne sçait que cest de respect) qu’il s’esmerveilloit fort de le voir ainsi endormy, et si peu soucieux de ses affaires, lors mesme que l’occasion se presentoit que les mieux faire que jamais : et que s’il luy vouloit confier quelques gens d’entreprinses , il le rendroit en peu de jours maistre du Chasteau de Bruyeres, qui luy feroit puis après une belle ouuverture au recouvrementdes villes de sainct-Dié, Arches, Remiremont, et autres circonvoisines. Le Duc René cognoissant que cest avis n’estoit sans apparence de quelque bon succez, despecha sur le champ le Capitaine Harnaxaire , avec sa compagnie, qui estoit de six vints Lansquenets, luy enjoingnant de suivre ce paysant, se servir de sa conduite et addresse, en tant qu’il jugeroit se devoir faire, pour le bien de son service. Ainsi après avoir cheminé de compagnie trois jours entiers, se viendrent enbusquer entre deux montagnes proches dudict Bruyeres, au fond desquelles Doron les laissa mussez jusqu’a l’heure de minuict, qu’il les y vient retrouver : puis les amena en une sienne grange, les y faisant entrer par une porte qui donnait aux champs, et ou ils se tiendrent couverts iusqu’a ce que ledict Capitaine sortant à son accoustumee de la Chappelle, ou il avoit ouy Messe, ils se ruerent sur luy en sursaut, et le firent prisonnier, avec tous ceux de sa suitte, les menaçans de leur faire abattre à tous la teste s’ils ne faisoient promptement desloger ceux de la garnison du Chasteau. Lesquels de ce priés par eux, et de plus, asseurez d’en sortir vie et bagues sauves, l’abandonnerent pour le mesme jour. Les nouvelles dequoy parvenuës à ceux qui tenoient garnison és susdictes villes de sainct-Dié, Arches et Remiremont, viendrent incontinant (Comme bien l’avoit preveu Doron) offrir au Capitaine Harnaxaire toute subjection  et obeyssance. 
A quoy il les reçeut presque à telles conditions qu’ils voulurent, n’ignorant combien grands sont les advantages que la promptitude apporte és affaires de la guerre, et qu’il n’y a icelles tel mesnage que du temps, et de l’occasion. De cecy doivent les grands apprendre à ne mespriser l’avis des petits, car au jardinier (comme on dict) advint-il quelquefois de parler à propos. Et a ésté le premier project de l’estat populaire des Suysses, tramé par trois villageois, non duits à autres affaires, que de leur petit mesnage, ou, au contraire, nous voyons souvent les conseils des plus sages et advisez en faict d’estat, demeurer renversez à deux doigts pres de leur execution. Ceci aussi servira pour tesmoigner, la simplicité et modestie des gens de ce temps la, contre l’insatiable convoitise de ceux du jourd’huy, car pour toute recompense d’un si signalé service, Doron se contenta d’obtenir pour luy et les siens, un office de Sergent au siege du Bailliage audict lieu de Bruyeres. »

— Melchior Bernard imprimeur de Mgr le Duc de Lorraine, Pont-à-Mousson, 1605 p. 52-55, Discours des choses advenues en Lorraine depuis le décès du Duc Nicolas, jusqu’à celui du Duc René.